# Campo de Futebol (Santo António)
Campo de Futebol – to stadion piłkarski w mieście Santo António na Wyspach Świętego Tomasza i Książęcej. Swoje mecze rozgrywają na nim drużyny piłkarskie Desportivo 1º de Maio, GD Os Operários i Sporting Príncipe. Stadion może pomieścić 1 000 osób.